# バービカン (飲料)
バービカン（英語：Barbican）は、ビールテイスト飲料（ビール風味の炭酸飲料）。英国バス・ブリュワリー（現アンハイザー・ブッシュ・インベブ）によって開発され、現在はサウジアラビアのオージャン・コカコーラ・ビバレッジ・カンパニー（Aujan Coca-Cola Beverages Company、ACCBC）がノンアルコールのモルト飲料として、主に中東および北アフリカなどで販売している。
中東・ペルシア湾岸地域で非常に人気が高く、そのためバービカンはノンアルコール・モルト飲料の一般名称として使われるほどになっている。また、バービカンはフルーツとモルトの風味を持つため、料理やモクテル（ノンアルコールカクテル）、デザートの材料として、あるいはチーズやチョコレートの付け合わせとしても利用されている。
日本ではかつて宝酒造がバスとの共同開発商品「TaKaRaバービカン」として販売していた。

## 歴史
バービカンは、イギリスのバス・ブリュワリー（Bass Brewery）で開発・製造されていた。
1983年にオージャン・インダストリーズ（現：オージャン・コカコーラ・ビバレッジ・カンパニー）は中東での販売のために輸入を開始した。スイス製のモウシー（Moussy）と並び、バービカンは中東・ペルシャ湾岸地域で初めて販売されたノンアルコール・モルト飲料であった。
その後、バス社での製造体制の変更によりオージャンへの供給が途絶し、1999年にオージャンは一部市場におけるバービカンのブランド権を取得した。2010年にはバービカン・ブランドの完全な権利を取得し、ドバイの自社工場で製造を開始した。2013年時点で、バービカンはオージャン全売上の5％を占めていた。
また、バービカンはマレーシアでも販売されており、サウジアラビアから輸入され、コカコーラ・リフレッシュメンツ・マレーシアによって流通している。2011年7月26日、マレーシア国立ファトワ評議会は、バービカンはアルコール飲料として製造されたものではなく、酔わせるほどのアルコール分を含まないため、イスラム教徒が摂取しても許可される「ハラール」であると宣言した。

### 日本におけるバービカン
1970年代から1980年代にかけて、日本国外ではビールやワインなどアルコール飲料のアルコール分を減らしソフトドリンク化する動きが活発化し、日本国内でも1980年代になるとその影響を受けて開発が行われ、新感覚の大人向け飲料として宝酒造が英国バス・ブリュワリー社（現アンハイザー・ブッシュ・インベブ社）と提携して開発した「TaKaRaバービカン」を1986年2月に発売開始。特に法律で厳しく禁じられている飲酒運転の撲滅に期待がかかる商品として注目された。
1987年9月に発売された書籍『飲めない族』には、前年に発売された「バービカン」が大きく取り上げられ、他にも当時販売されていた日本国内外のノンアルコールビール計16種類が掲載された。しかし、バービカンはビールほどのコクや深みが無いために不評で、長らく細々と売られていた。また「ノンアルコール」を謳いながら、当時実際には1%以下のアルコール分を含有しており表示適正化のため、2000年代中盤以降は「ビールテイスト飲料」という表現に改められた。
2007年に宝酒造はバービカンの販売権を日本ビールに譲渡し、本事業から事実上撤退した。同年に麒麟麦酒などビールメーカー大手4社がアルコール分を含まない0.00%表示のビールテイスト飲料を発売したのに対抗して、日本ビールは飲酒運転撲滅の動向（道路交通法改正）や健康志向を踏まえて、2009年12月15日にパッケージデザインと麦芽100%で日本初アルコール分0.000%を達成した中味にリニューアルした。2010年にはこの飲料を龍馬1865と改称し、バービカンの名称は使用終了した。

## 製造
バービカンは、オージャン・コカコーラ・ビバレッジ・カンパニーのサウジアラビア・ダンマームおよびアラブ首長国連邦ドバイの製造工場で生産されている。製造は、糖化（mashing）、ろ過（lautering）、麦汁煮沸（wort boiling）の3段階プロセスで行われる。
糖化工程では、粗挽きした大麦モルトに水を加え、異なる温度と時間の条件で加水し、デンプン分子をゆっくりと分解して単純な糖類に変える。これにより、炭水化物とタンパク質のバランスが取れた組成が得られる。ろ過工程では、大麦モルトから可溶性の成分をすべて抽出し、モルトの外皮から出る渋味や苦味の強い成分は取り除き、麦汁のみを残す。抽出された麦汁はホップとともに煮沸され、モルトエキスにホップ由来の香りと苦味を加える。煮沸の過程でモルトエキスは安定化され、殺菌される。

## フレーバー

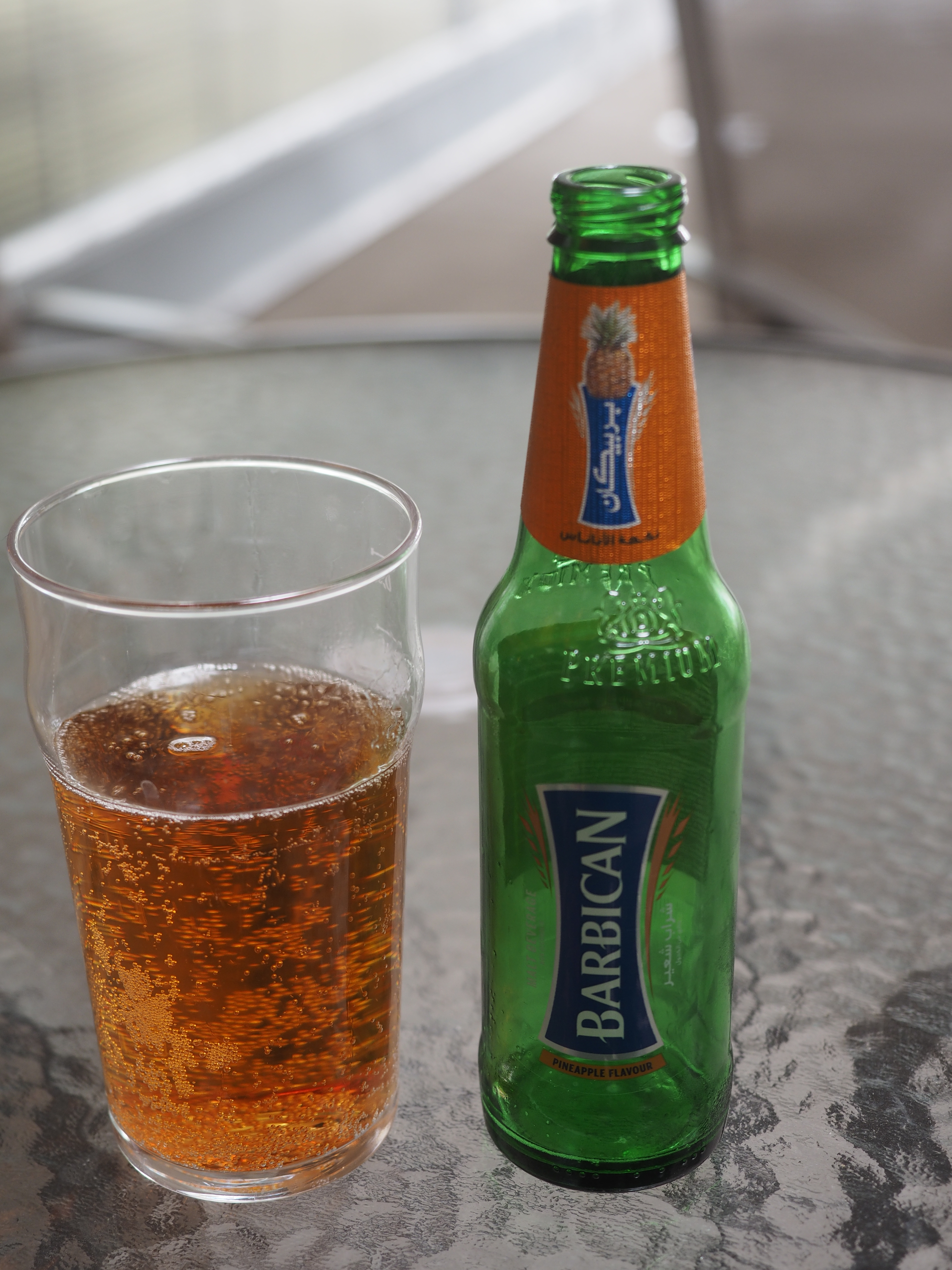
パイナップル味のバービカン

オリジナルのモルト飲料に加え、バービカンは8種類のフルーツフレーバーでも販売されている。容量は330mlのガラス瓶または缶入りだが、マンゴー＆パッションフルーツ味とザクロ味はガラス瓶のみで販売されている。
- モルト（Malt）
- ピーチ（Peach）
- ラズベリー（Raspberry）
- ストロベリー（Strawberry）
- パイナップル（Pineapple）
- マンゴー＆パッションフルーツ（Mango & Passion Fruit）※瓶のみ
- アップル（Apple）
- ザクロ（Pomegranate）※瓶のみ
- レモン（Lemon）